# 實達阿爾切夫斯克足球會
阿尔切夫斯克斯塔尔足球俱乐部（烏克蘭語：ФК «Сталь»），曾是一支位於烏克蘭阿爾切夫斯克的職業足球會，原於烏克蘭足球甲級聯賽角逐。2012–13球季，本來球會可以升級至烏克蘭足球超級聯賽，但球會表示為了球迷的原因放棄升級。2015年由於烏克蘭親俄羅斯武裝衝突，球場鄰近戰鬥和大砲發射地點，球會決定不能繼續在這樣的條件下工作，故此退出所有賽事。

## 外部連結
- （俄文） Official site（页面存档备份，存于）
- Squad, 2005–6 season （页面存档备份，存于）
- Ukrainian Soccer Team Stal